# Gran Premi de l'est dels Estats Units del 1984
Resultats del Gran Premi de l'est dels Estats Units de Fórmula 1 de la temporada 1984, disputat al circuit urbà de Detroit el 24 de juny del 1984.

## Resultats
| Pos | No | Pilot              | Equip               | Voltes | Temps/ Retirada                     | Pos. de sortida | Punts |
| --- | -- | ------------------ | ------------------- | ------ | ----------------------------------- | --------------- | ----- |
| 1   | 1  | Nelson Piquet      | Brabham - BMW       | 63     | 1h 55' 42. 1                        | 1               | 9     |
| 2   | 11 | Elio de Angelis    | Lotus - Renault     | 63     | + 32.638 s                          | 5               | 6     |
| 3   | 2  | Teo Fabi           | Brabham - BMW       | 63     | + 1' 26.528 min.                    | 23              | 4     |
| 4   | 7  | Alain Prost        | McLaren - TAG       | 63     | + 1' 55.258 min.                    | 2               | 3     |
| 5   | 5  | Jacques Laffite    | Williams - Honda    | 62     | + 1 Volta                           | 19              | 2     |
| DSC | 3  | Martin Brundle     | Tyrrell - Ford      | 63     | Desqualificat per combust. il·legal | 11              |       |
| Ret | 27 | Michele Alboreto   | Ferrari             | 49     | Motor                               | 4               |       |
| Ret | 6  | Keke Rosberg       | Williams - Honda    | 47     | Turbo                               | 21              |       |
| Ret | 16 | Derek Warwick      | Renault             | 40     | Caixa Canvi                         | 6               |       |
| DSC | 4  | Stefan Bellof      | Tyrrell - Ford      | 33     | Accident                            | 16              |       |
| Ret | 15 | Patrick Tambay     | Renault             | 33     | Transmissió                         | 9               |       |
| Ret | 9  | Philippe Alliot    | RAM - Hart          | 33     | Frens                               | 20              |       |
| Ret | 8  | Niki Lauda         | McLaren - TAG       | 33     | Part elèctrica                      | 10              |       |
| Ret | 12 | Nigel Mansell      | Lotus - Renault     | 27     | Caixa canvi                         | 3               |       |
| Ret | 18 | Thierry Boutsen    | Arrows - BMW        | 27     | Motor                               | 13              |       |
| Ret | 26 | Andrea de Cesaris  | Ligier - Renault    | 24     | Sobreescalfament                    | 12              |       |
| Ret | 20 | Johnny Cecotto     | Toleman - Hart      | 23     | Embragatge                          | 17              |       |
| Ret | 23 | Eddie Cheever      | Alfa Romeo          | 21     | Motor                               | 8               |       |
| Ret | 19 | Ayrton Senna       | Toleman - Hart      | 21     | Accident                            | 7               |       |
| Ret | 22 | Riccardo Patrese   | Alfa Romeo          | 20     | Accident                            | 25              |       |
| Ret | 25 | François Hesnault  | Ligier - Renault    | 3      | Accident                            | 18              |       |
| Ret | 24 | Piercarlo Ghinzani | Osella - Alfa Romeo | 3      | Accident                            | 26              |       |
| Ret | 28 | René Arnoux        | Ferrari             | 2      | Accident                            | 15              |       |
| Ret | 10 | Jonathan Palmer    | RAM - Hart          | 2      | Pneumàtics                          | 24              |       |
| Ret | 14 | Manfred Winkelhock | ATS-BMW             | 0      | Motor                               | 14              |       |
| Ret | 17 | Marc Surer         | Arrows - BMW        | 0      | Accident                            | 22              |       |
| NVC | 21 | Huub Rothengatter  | Spirit - Ford       |        |                                     | 0               |       |

### Altres
- Pole: Nelson Piquet 1' 40. 980

- Volta ràpida: Derek Warwick 1' 46. 221 (a la volta 32)